# Minico
Minico é uma comuna rural do sul do Mali da circunscrição de Sicasso e região de Sicasso. Segundo censo de 1998, havia 2 264 residentes, enquanto segundo o de 2009, havia 3 288. A comuna inclui 6 vilas.